# Milánó–Saronno-vasútvonal
A Milánó–Saronno-vasútvonal egy 21 km hosszúságú, normál nyomtávolságú vasútvonal Olaszországban, Milánó és Saronno között. A vonal 3000 V egyenárammal villamosított, fenntartója az FN.